# Litauer Gedenkstätte in Lübeck
Die Litauer Gedenkstätte auf dem Vorwerker Friedhof der kreisfreien Hansestadt Lübeck ist eine auf Initiative und Kosten der zu jener Zeit etwa 450-köpfigen Litauischen Gemeinde, von der die meisten Mitglieder keinen DP-Status beanspruchten, errichtete und am 15. Februar 1948 feierlich eingeweihte Gedenkstätte für die dort nach dem Zweiten Weltkrieg verstorbenen kriegsflüchtigen Litauer. Das Gräbergesetz garantiert in der Bundesrepublik die Unverletzlichkeit des Mahnmals und die Übernahme der Kosten für die Grabpflege. Als Unbekannte es 1980 beschädigten ließ es die Friedhofsverwaltung wiederherstellen und, als sich sein Zustand gravierend verschlechtert hatte, im Jahr 2000 erneut renovieren.
Die Baltischen Staaten wurden zu Beginn des Zweiten Weltkrieges von der Sowjetunion zuerst besetzt und dann annektiert. Die einmarschierende Wehrmacht verdrängte sie wieder und wurde von deren Einwohnern als deren Befreier begrüßt. Als die Rote Armee 1944 nach Litauen zurückkehrte, flohen zahlreiche Litauer vor ihr um einer vermeintlichen Verfolgung zu entgehen.

## Gedenkstätte
Das Mahnmal in Form eines 3 Meter hohen Obelisken aus dunklen geschliffenen Stein ist von dem zu jener Zeit in einem DP-Lager  in Augsburg als Displaced Person lebenden litauischen Architekten Jonas Mulokas entworfen und von einer lübeckischen Firma ausgeführt worden.
Auf dessen Vorderseite befindet sich auf dem Sockel die litauische Inschrift: „Lietuva, tėvynė mūsų“ die darunter mit: „Litauen unser treures Vaterland“ übersetzt wird. Das untere Viertel des Obelisken schließt das litauische Staatswappen (Vytis) mit Fürstenkrone ab, das darüber endet mit einem stilisierten Lothringerkreuz.
Die rechte Seite des Sockels trägt die Widmung: „Ihren verstorbenen Landsleuten / Die im Exil lebenden Litauer Lübecks.“ Oberhalb des Sockels befinden sich in Höhe des Wappens die Gediminassäulen. Die Staatsflagge des Landes hatte bis zum Zweiten Weltkrieg zwei unterschiedliche Seiten. Vorne befand sich, wie auch auf dem Mahnmal, der Vytis („der Verfolger“) in Form eines reitenden „weißen Ritters“ und hinten die hier abgebildeten Säulen des Gediminas.
Die linke Seite des Sockels ist als einzige nicht beschriftet. In Höhe des Wappens befindet sich auf dem Obelisken das Litauische Kreuz.
Die dem Betrachter abgewandte Seite des Sockels trägt Worte des von 1944 bis 1949 in Lübeck lebenden Dichters Faustas Kirša: „Bestrafe nicht o Gott die Söhne mit dem Verlust der Väter Erde“, in litauischer und deutscher Sprache. Darüber befinden sich über 30 Namen von 1945 bis 1948 in Lübeck verstorbenen Litauern.

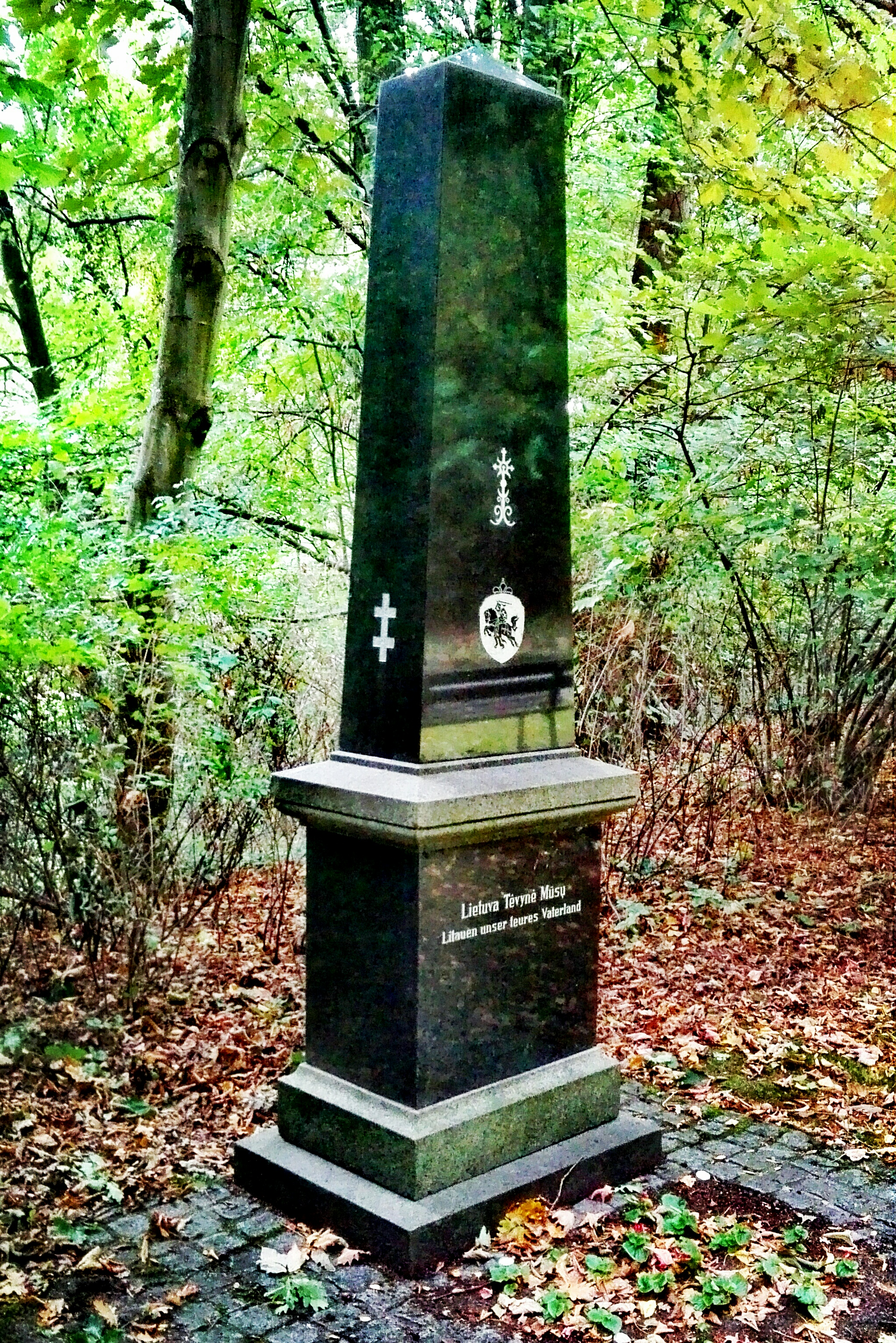
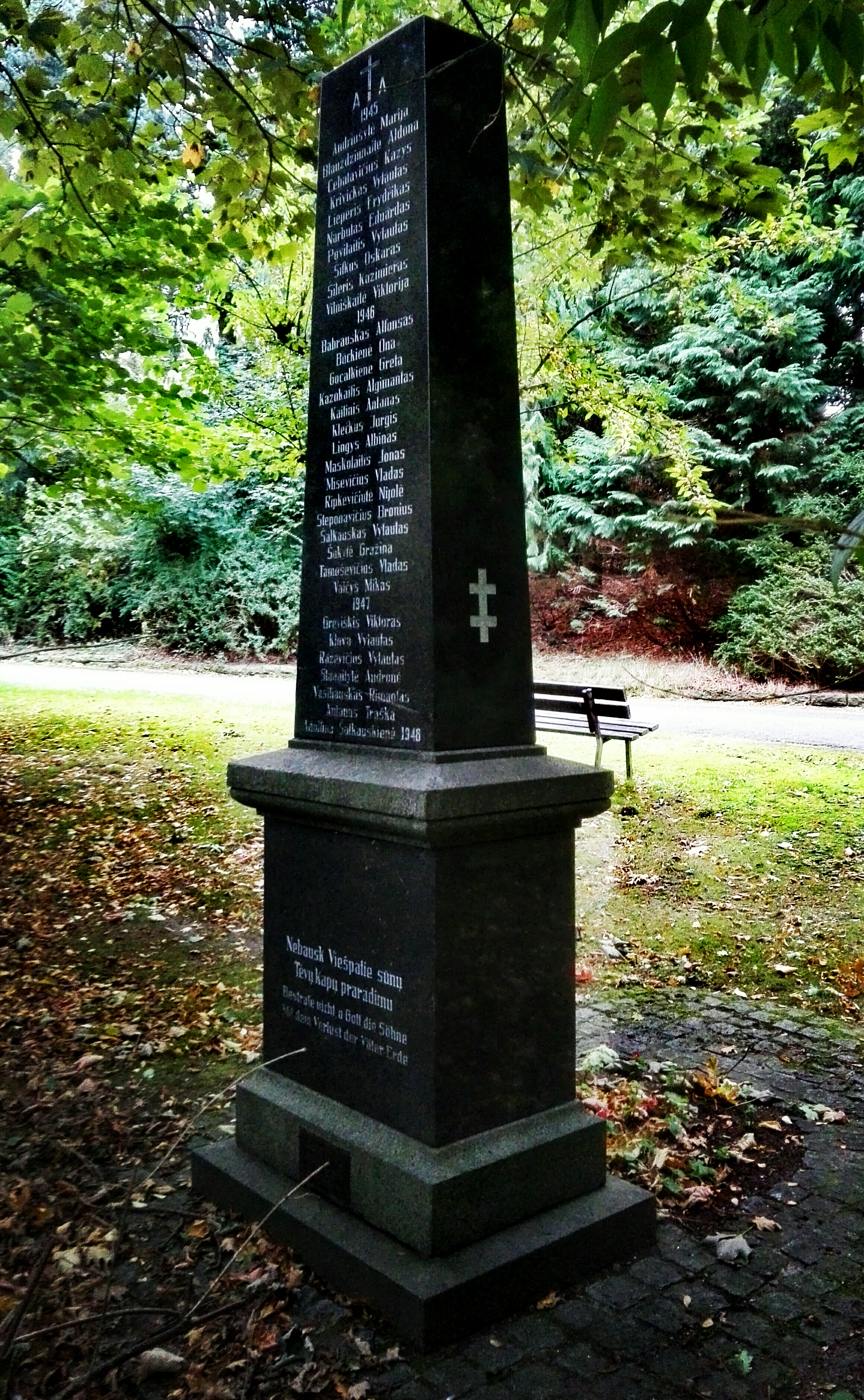
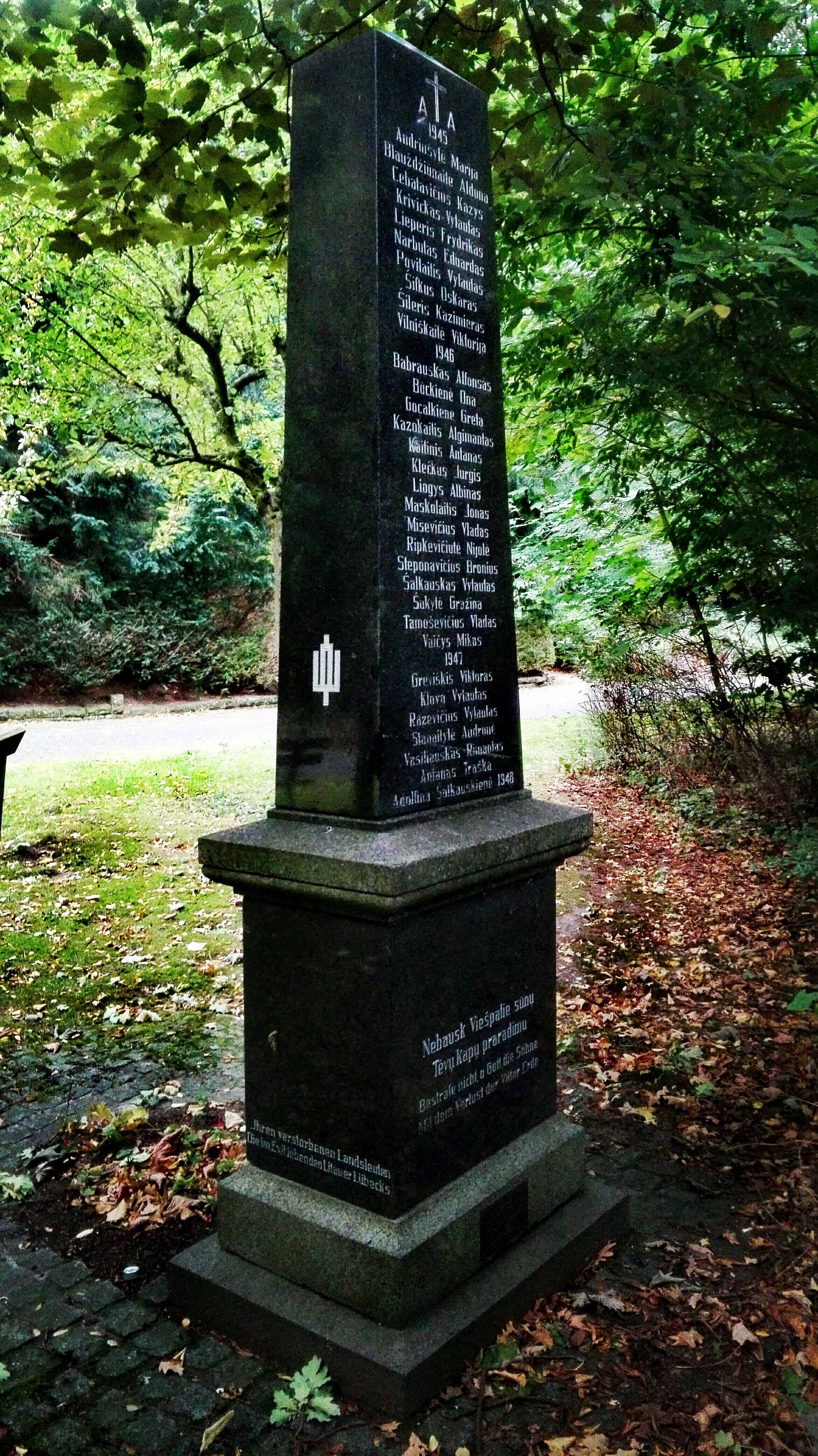
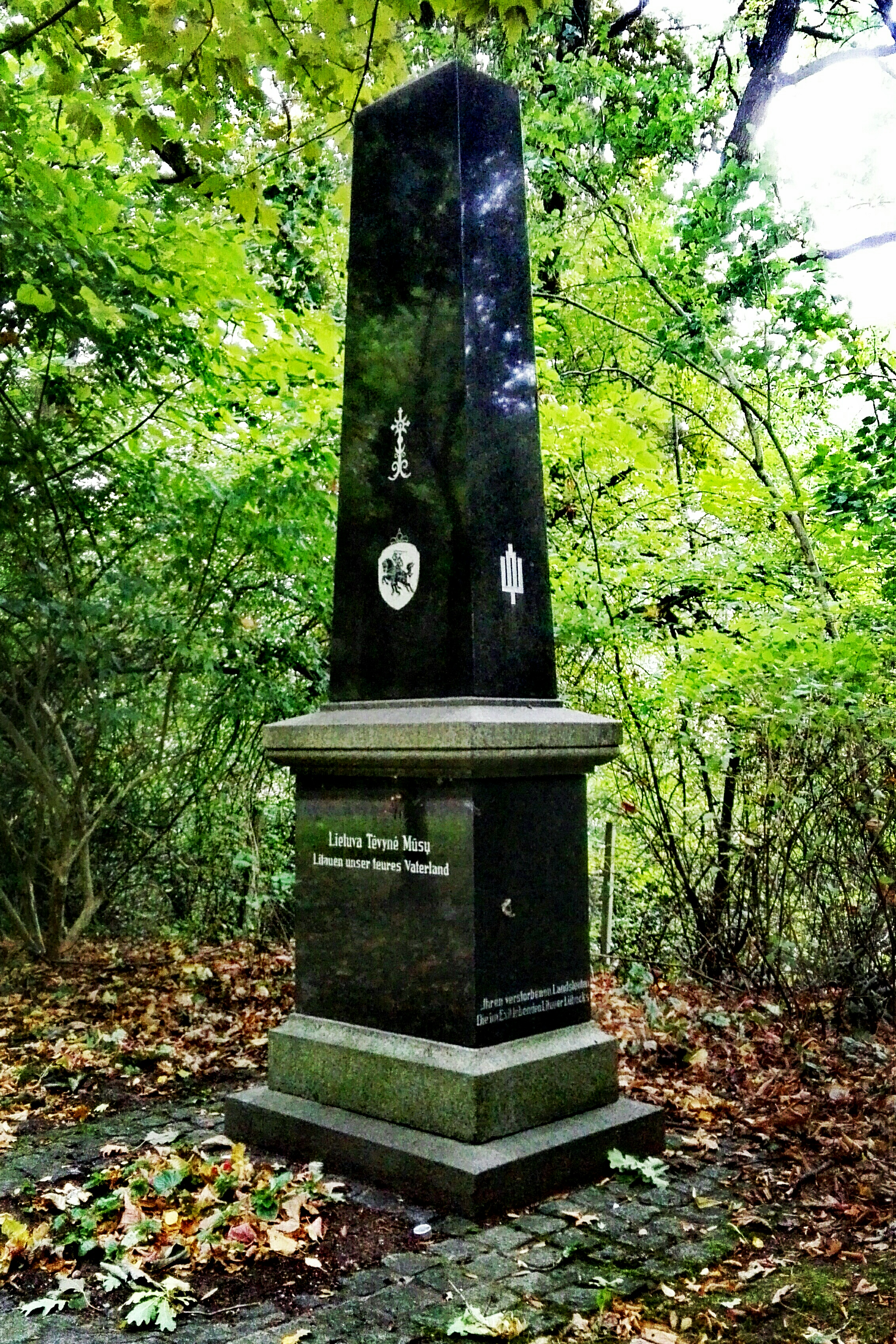

## Belege
1. ↑  Friedhofsplan des Vorwerker Friedhofs (Memento vom 15. Juni 2016 im Internet Archive)
2. ↑   Auch Kirša war 1944 aus Litauen geflohen. In Lübeck unterrichtete er in jener Zeit am litauischen Gymnasium in Lübeck. 1917 nahm er an der Vilnius-Konferenz teil.

Koordinaten: 53° 53′ 42,5″ N, 10° 39′ 36,2″ O